# Harro Ruijsenaars
Hermanus Rodolphus Maria (Harro) Ruijsenaars (Hillegom, 6 juni 1945) is een Nederlands cellist.
Hij is zoon van kantoorbediende Hermanus Petrus Ruijsenaars en viool- en pianopedagoge Anna Maria Leegwater. Er volgde een muziekjeugd met onder andere lidmaatschap van het plaatselijk harmonieorkest, zijn ouders zagen echter geen muziekloopbaan voor hun zoon weggelegd. Hij doorliep het gymnasium aan het RK Lyceum St Bonaventura te Leiden.
Op dertienjarige leeftijd werd de cello toch serieus; hij kreeg les van Marinus Snoeren, cellist bij het Residentie Orkest (hij leidde ook Anner Bijlsma op) en speelde cello in het Leidse Jeugdorkest. Al voor de afronding in 1963 wilde hij opleiding van Paul Tortelier in Parijs, maar kreeg te maken met “tussen wal en schip”. Nederland gaf alleen internationale studiebeurzen na een conservatoriumopleiding, Frankrijk kende een minimum leeftijd van 21 jaar. Hij begon daarom een opleiding bij Hans van Weijdom Claterbos aan het Conservatorium van Amsterdam, waar hij in botsing kwam met de directie. Er volgde een driejarige studie bij Maurice Gendron aan de Staatliche Hochschule in Saarbrücken. Hij speelde korte perioden in het Zuid-Hollands Orkest (dan net opgericht) en Residentie Orkest. In 1968 volgde een aanstelling bij het Rotterdams Philharmonisch Orkest (1968-1977); hij was er de  opvolger van Samuel Brill. Daarop volgde de aanstelling als solocellist van het Koninklijk Concertgebouworkest (1977-1989); hij was er opvolger van Tibor de Machua en collega van Jean Decroos.
Ruijsenaars speelde in duo’s met pianisten, kamermuziekensembles en symfonieorkesten, als cellist of als begeleid solomuzikant en kwam zo contact met gerenommeerde musici, dirigenten en orkesten.
Ruijsenaars was tevens fervent pedagoog. Hij gaf les aan conservatoria in Aarhus en Göteborg, maar kwam rond 2001 terug naar Nederland. Hij werd er wederom cellist bij het Residentie Orkest (The Hague Philharmonic) en gaf les aan het Haags Conservatorium, alles combinerend met een docentschap aan de Universiteit van Göteborg.
Van hem is een uitgebreide discografie voorhanden.